# Patrick J. Lucey

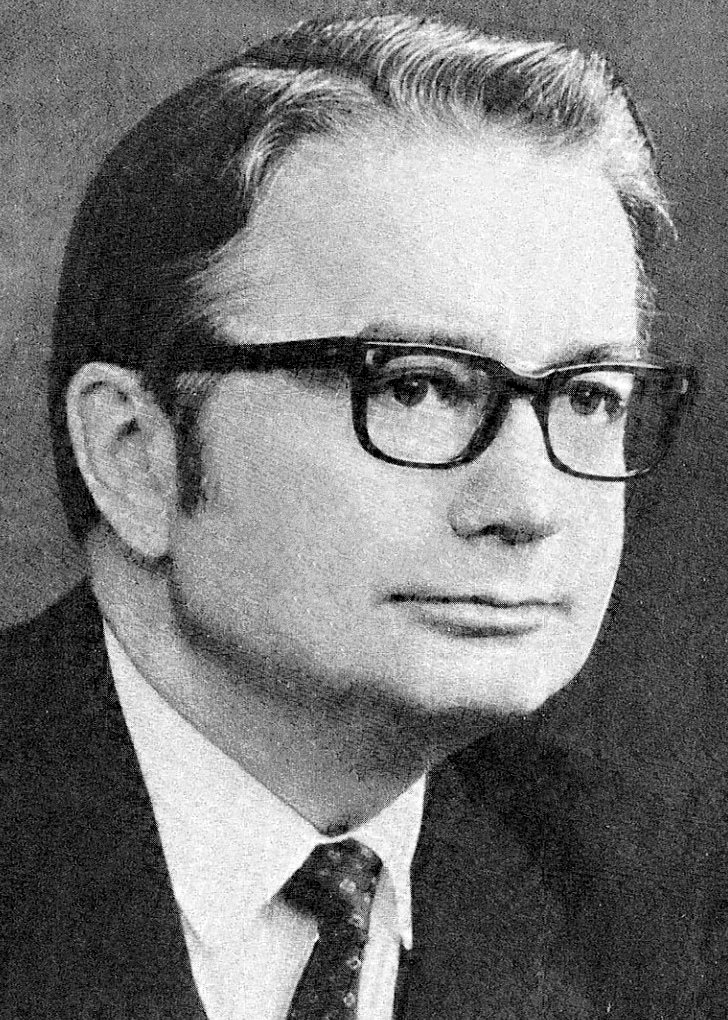
Patrick Lucey

Patrick Joseph Lucey (* 21. März 1918 in La Crosse, Wisconsin; † 10. Mai 2014 in Milwaukee, Wisconsin) war ein US-amerikanischer Politiker. Er war von 1971 bis 1977 der 38. Gouverneur von Wisconsin.

## Frühe Jahre
Lucey besuchte die Champion High School in Prairie du Chien in Wisconsin und danach das St. Thomas College in St. Paul in Minnesota. Von 1937 bis 1940 war er Leiter eines Einzelhandelsgeschäfts. Während des Zweiten Weltkriegs war er Soldat der US-Armee. Im Jahr 1946 schloss er seine Ausbildung an der University of Wisconsin ab. Danach war er bis 1951 Manager von 14 Farmen im Südwesten Wisconsins. Im Jahr 1954 begann er auch mit Immobilien zu handeln. Zu Beginn seiner politischen Laufbahn war Lucey Mitglied der Demokraten. Zwischen 1946 und 1950 war er Friedensrichter und zwischen 1949 und 1951 war er Mitglied des Landesparlaments von Wisconsin. Von 1957 bis 1963 war er Landesvorsitzender der Demokratischen Partei von Wisconsin. In den Jahren 1972 und 1976 war er Delegierter der Democratic National Convention. 1964 wurde er zum Vizegouverneur von Wisconsin gewählt. Dieses Amt übte er zwischen 1965 und 1967 aus.

## Gouverneur von Wisconsin
Im Jahr 1970 wurde er zum neuen Gouverneur seines Staates gewählt. Er trat sein Amt am 4. Januar 1971 an. Nach Ablauf seiner ersten vierjährigen Amtszeit im Jahr 1974 wurde er von den Wählern bestätigt. In seiner Regierungszeit griff er einen alten Plan aus den 1890er Jahren wieder auf, der eine Zusammenlegung der beiden staatlichen Universitäten des Landes vorsah. Dabei handelte es sich um die University of Wisconsin und die Wisconsin State University. Der Plan war in den 1940er und 1950er Jahren ergebnislos diskutiert worden. Patrick Lucey schaffte die Fusion der beiden Anstalten im Jahr 1974. Lucey förderte auch den Tourismus in seinem Staat. Noch vor Ablauf seiner zweiten Amtszeit trat Lucey am 7. Juli 1977 von seinem Amt zurück, um ein Angebot des neuen Präsidenten Jimmy Carter anzunehmen, der ihn zum amerikanischen Botschafter in Mexiko ernannte.

## Weiterer Lebenslauf
Lucey blieb zwischen 1977 und 1979 Botschafter in Mexiko. Für die anstehenden Präsidentschaftswahlen des Jahres 1980 ließ er sich von der Independent Party als Kandidat für die Vizepräsidentschaft aufstellen. Weder er noch seine Partei hatten bei den Wahlen eine Chance auf den Wahlsieg. Bei diesen Wahlen wurde der Republikaner Ronald Reagan gegen den demokratischen Amtsinhaber Jimmy Carter zum Präsidenten gewählt. Patrick Lucey ist mit Jean Vlasis verheiratet, mit der er drei Kinder hat.